# Dan Pătrașcu
Dan Pătrașcu (n. 23 decembrie 1937, București, România – d. 11 septembrie 2017, București, România) a fost un jurnalist sportiv.

## Biografie
Dan Pătrașcu s-a născut la 23.12.1937, la București. A copilărit în zona Cotroceni, fiind fiul unui medic militar. Bunica sa maternă, Maria Panaitescu, a fost profesoară de desen și de caligrafie, dar și pictor, iar în 1906, a primit medalia de aur pentru faptul că a făcut cunoscută ia românească, pe care a desenat-o și a studiat-o, prezentând modelele din toate regiunile țării. 
A absolvit mai întâi Liceul „Mihai Eminescu” din București (1955), iar apoi Facultatea de Ziaristică (1959) care se afla în cadrul Universității București. Din motive politice, a fost dat afară din UTC și din facultate (după ce o absolvise), dar mai târziu i s-a dat dreptul de a se prezenta la examenul de stat. 
Între 1961-1966, a semnat articole în Gazeta cooperației, apoi, până în 1989, în ziarul Steagul roșu (acolo a avut primul contact cu presa sportivă). Din 1968 până în septembrie 1995, a făcut parte din redacția ziarului Informația Bucureștiului (devenit, din decembrie 1989, Libertatea), apoi s-a transferat la Cronica Română. Între 1995-1996 a fost redactor-șef la Actualitatea, între 1996-1998, redactor-șef adjunct la Sportul Românesc și la revista Fotbal-Plus, până în 2002. A fost prezent la mai multe turnee ale CM de fotbal: Mexic (1970), Germania (1974), Italia (1990), SUA (1994). În 1992 a fost prezent la JO de la Barcelona.
Decesul fiului său, Radu (n. 06.06.1974, care, o scurtă perioadă, a cochetat cu jurnalistica sportivă), a cărei viață a fost frântă într-un absurd accident rutier, la 21.04.2002, a produs o imensă durere întregii familii Pătrașcu. Soția lui Dan Pătrașcu, Geta, într-un interviu dat în martie 2024, la o emisiune de la Radio Sport Total FM, a spus printre altele: „Într-o zi, la scurt timp după ce s-a prăpădit Radu, i-am propus lui Dan să părăsim și noi această lume. Aceasta deoarece consideram că fără Radu nu mai avea rost să trăim. Însă Dan a refuzat, spunându-mi că dacă credem că ne vom reîntâlni vreodată cu Radu în lumea de Dincolo, în cazul în care ne-am sinucide nu am mai putea-o face”.
În februarie 2024 (când a fost lansarea), la șase ani și jumătate de când Dan Pătrașcu nu se mai afla printre cei vii, văduva sa, mai sus amintita Geta Pătrașcu, a realizat o impresionantă carte biografică a fostului ei soț, având titlul „Citiți-mă ca și când ar merita”, apărută la Editura Coresi, având 660 de pagini mari, cu scrieri din ziare ale jurnalistului, documente de familie, dar și multe fotografii inedite.

## Activitate profesională
- Gazeta Cooperației, 1961-1966, redactor
- Steagul Roșu, 1967-1968, redactor
- Informația Bucureștiului, 1968-1989, reporter principal, redactor rubrica sport
- Libertatea,1990-1995, șef secție sport, redactor-șef adjunct 1993-1995
- Actualitatea, 1995-1996, redactor-șef
- Sportul Românesc, 1997-1999, redactor-șef adjunct
- Fotbal-Plus, 1999-2002, redactor colaborator